# Aramis Knight
Aramis Knight (Los Angeles, 3 ottobre 1999) è un attore statunitense, noto per aver interpretato il ruolo di Bean nel film Ender's Game.

## Biografia
Knight è nato il 3 ottobre 1999 a Woodland Hills, California. All'età di 4 anni cominciò a recitare in spot pubblicitari e ad interpretare ruoli minori. Da allora ha cominciato ad apparire in diverse serie televisive come Psych, NCIS, Lost, Dexter e Boston Legal. È famoso per aver interpretato il ruolo di Bean in Ender's Game nel 2013. Nel 2022 interpreta Kareem / Red Dagger in Ms. Marvel, miniserie ambientata nel Marvel Cinematic Universe distribuita su Disney+.

## Filmografia

### Cinema
- Rendition - Detenzione illegale (Rendition), regia di Gavin Hood (2007)
- Supercuccioli a Natale - Alla ricerca di Zampa Natale (Santa Buddies), regia di Robert Vince (2009) - non accreditato
- Crossing Over, regia di Wayne Kramer (2009)
- Appuntamento con l'amore (Valentine's Day), regia di Garry Marshall (2010) - non accreditato
- Il cavaliere oscuro - Il ritorno (The Dark Knight Rises), regia di Christopher Nolan (2012)
- Ender's Game, regia di Gavin Hood (2013)
- Karate Kid: Legends, regia di Jonathan Entwistle (2025)

### Televisione
- Boston Legal – serie TV, 2 episodi (2005)
- Invasion – serie TV, un episodio (2005)
- Day Break – serie TV, 2 episodi (2006)
- Cold Case - Delitti irrisolti (Cold Case) – serie TV, un episodio (2006)
- Dexter – serie TV, 3 episodi (2008)
- Hannah Montana – serie TV, un episodio (2008)
- Life on Mars – serie TV, un episodio (2008)
- Ghost Whisperer - Presenze (Ghost Whisperer) – serie TV, un episodio (2009)
- Pete il galletto (Hatching Pete), regia di Stuart Gillard – film TV (2009)
- Padre in affitto (Sons of Tucson) – serie TV, un episodio (2010)
- The Middle – serie TV, un episodio (2010)
- Lost – serie TV, 3 episodi (2010)
- General Hospital – serie TV, 3 episodi (2011)
- Psych – serie TV, un episodio (2011)
- Rizzoli & Isles – serie TV, un episodio (2011)
- Le pazze avventure di Bucket e Skinner (Bucket & Skinner's Epic Adventures) – serie TV, un episodio (2011)
- Parenthood – serie TV, un episodio (2011)
- NCIS - Unità anticrimine (NCIS) – serie TV, un episodio (2011)
- Into the Badlands – serie TV, 32 episodi (2015-2019)
- Ms. Marvel – serie TV, 3 episodi (2022)

## Riconoscimenti
- Young Artist Awards
  - 2012 - Candidatura al miglior attore in una serie televisiva per General Hospital.

## Doppiatori italiani
Nelle versioni in italiano delle opere in cui ha recitato, Aramis Knight è stato doppiato da:
- Federico Campaiola in Ms. Marvel, Karate Kid: Legends
- Ruggero Valli in Rendition - Detenzione illegale
- Federico Bebi in Lost
- Stefano Pozzi in Le pazze avventure di Bucket e Skinner
- Andrea Di Maggio ne Il cavaliere oscuro - Il ritorno
- Leonardo Caneva in Into the Badlands